# 미리내 소프트웨어
미리내 소프트웨어(Mirinae Software)는 1987년에 설립된 대한민국의 비디오 게임 개발사였다.

## 역사
미리내 소프트웨어는 스스로 컴퓨터 소프트 회사를 세우고한 정재성이 대학을 중퇴하고 뜻맞는 고등학교 또래들과 5명이서 결성해 설립됐다.

## 발매한 게임
- 그날이 오면 2 (1991)
- 자유의 투사 (1992)
- 그날이 오면 3 (1993)
- 아파차차 (1993)
- 그날이 오면 4 (1994)
- 그날이 오면 5 (1995)
- 이즈미르 (1995)
- 운명의 결전 (1995)
- 풀 메탈 자켓 (1996)
- 지무신대전 네크론 (1997)

## 후속
미리내 소프트웨어가 문을 닫은 후, 본 회사의 대표였던 정재성을 중심으로 2001년 미리내 엔터테인먼트(Mirinae Entertainment)가 창설됐다. 미리내 엔터테인먼트는 MMORPG 칸을 운영하다가 폐쇄됐다. 2011년에는 다시 정재성의 주도로 미리내 게임즈(Mirinae Games)가 출범해, 그날이 오면 for Kakao을 출시했다.